# Guy Longnon
Pour les personnes ayant le même patronyme, voir Longnon.
Guy Longnon (né le 16 juillet 1924 dans le 6e arrondissement de Paris et mort le 3 février 2014 dans le 5e arrondissement de Marseille,,) est un trompettiste (et violoncelliste), arrangeur, et professeur de jazz français.

## Biographie
Élève au Conservatoire de Paris dans la classe de violoncelle, Guy Longnon fréquente Boris Vian à Saint-Germain-des-Prés. Il a joué avec Sidney Bechet, Claude Luter, Don Byas, Jean-Claude Fohrenbach et Moustache.
Il crée en 1963 au conservatoire de Marseille, à l'initiative de Pierre Barbizet, la première classe de jazz en conservatoire en France. Par la suite certains élèves issus de cette formation ont pu accéder à une renommée certaine au niveau régional, français, européen, ou même mondial, tels Bruno Angelini, André Jaume, Gérard Siracusa, Magali Souriau, Pierre Christophe, Alain Soler, Jean-Paul Florens, Henri Florens, Christian Bon, Noel Ekwabi, Michel Barbaud, Phil Robert, Bruno Cesaroni, Yves Laplane...

### Famille
Il est l'oncle de Jean-Loup Longnon.

## Œuvres

### Discographie
- 1950 : Ivory Black, Raymond Fol et son orchestre, Disques Swing, 78 tours[4]
- 1952 : Sidney Bechet avec Claude Luter et son orchestre, Blue Note Records[4]
- 1953 : Sidney Bechet, Jazz Concert, Vol. 2, Vogue Records, 78 tours[4]
- 1953 : Sidney Bechet, Jazz Festival Concert, Paris 1952, Blue Note Records, 78 tours[4]
- 1954 : Moustache Jazz Seven, Pathé[4]
- 1955 : Sidney Bechet, Olympia - 1.000.000e Disque (2e Partie), Vogue Records[4]
- 1957/58 Claude Luter Vogue Records
- 1959 : Albert Nicholas Quartet and Sextet , Columbia Records[4]
- 1962 : Mezz Mezzrow, Swingin' With Mezz, Vogue Records[4]
- 1977 : Sidney Bechet, Blues From The Heart, Up Front Records[4]
- 1984 : Sidney Bechet avec Michel Attenoux, Concert inédit Volume 2, Vogue Records[4]
- 1984 : Torride !, 52e Rue Est
- 1994 : Cyclades (JMS)
- 2000 : Classic Jazz at Saint-Germain-des-Prés, Universal
- 2002 : Don Byas 1947-1951, The Chronological Classics, Classic Records
- 2003 : Don Byas 1951-1952, The Chronological Classics, avec The Saratoga Jazz Hounds (Guy Longnon, Maurice Vander, Pierre Michelot, Art Simmons, Benny Bennett, Christian Azzi, Joe Benjamin, Moustache), Classic Records.
- 2013 : Kind of Guy, album-hommage pour lequel Guy Longnon a écrit tous les arrangements, enregistré par le groupe D6 composé d'anciens disciples devenus aujourd'hui musiciens professionnels, et dirigé par Yves Laplane.

### Musiques de film
- 1951 : Terreur en Oklahoma de Paul Paviot
- 1952 : Chicago-digest de Paul Paviot